# Instalação de Radiação Síncrotron de Xangai
A Instalação de Radiação Síncrotron de Xangai (SSRF, em inglês:  Shanghai Synchrotron Radiation Facility) (em chinês:  上海光源) é uma instalação de fonte de luz de radiação síncrotron em Xangai, República Popular da China. Localizado em um campus de dezoito hectares no Centro Nacional de Radiação Síncrotron de Xangai, no Parque de Alta Tecnologia de Zhangjiang, no distrito de Pudong.
O SSRF é operado pelo Instituto de Física Aplicada de Xangai (SINAP). A instalação entrou em operação em 2009, atingindo a plena capacidade de energia em dezembro de 2012.
Quando foi inaugurada, era a instalação científica mais cara da China.
A instalação "desempenhou um papel fundamental na revelação do mecanismo interno de vários tipos de câncer".

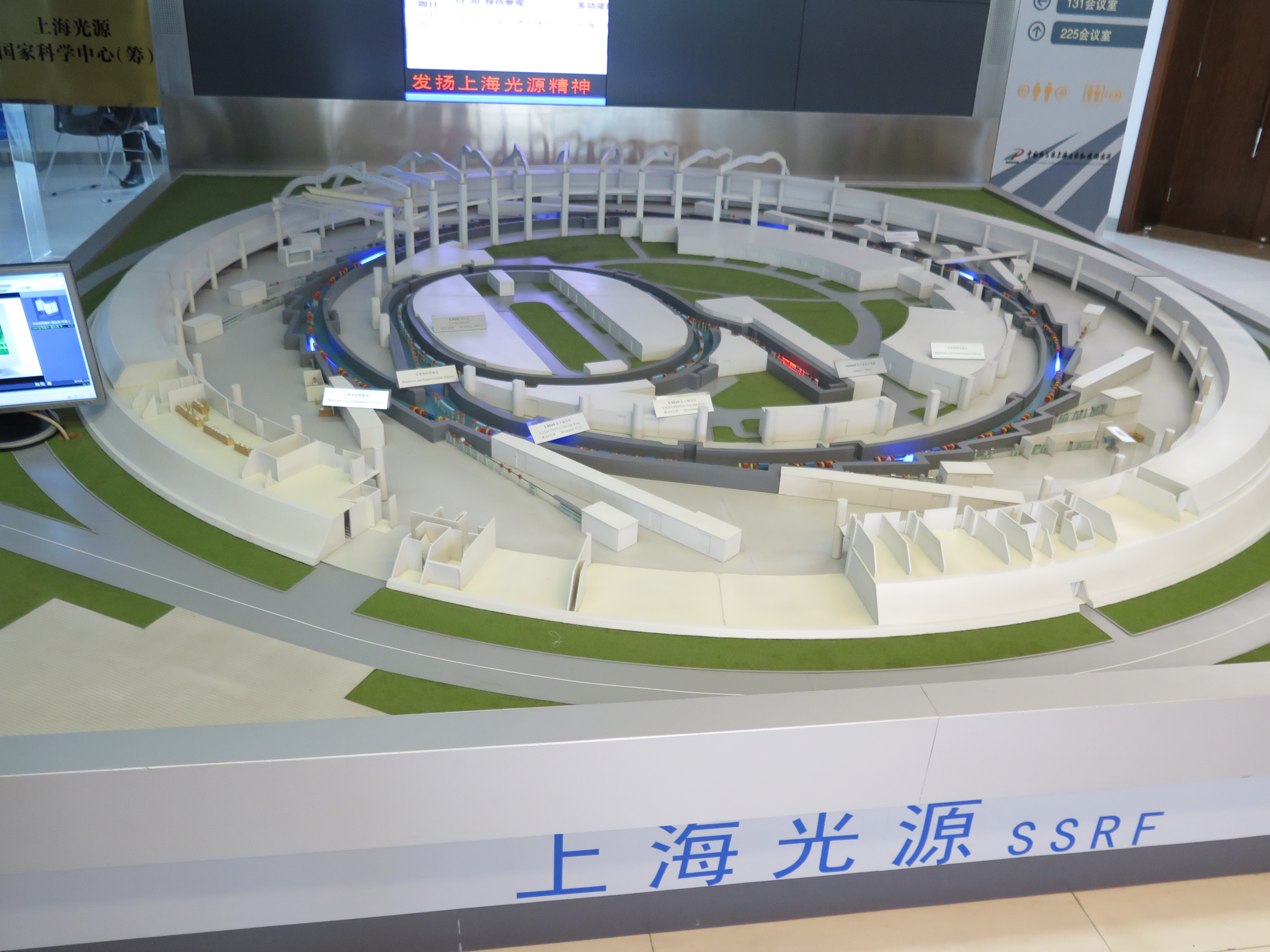
Maquete da SSRF.

## Construção
Possui uma circunferência de 432 metros e foi projetada para operar em 3,5 GeV, a energia mais alta que qualquer outro síncrotron[carece de fontes?], exceto as três grandes instalações SPring-8 na província de Hyōgo, Japão, ESRF em Grenoble, França e APS nos laboratórios nacionais de Argonne, Estados Unidos. Inicialmente, com oito linhas de luz.
O acelerador de partículas custou 1,2 bilhão de yuans (US$ 176 milhões). É a maior instalação de luz síncrotron da China.